# Salvia patens
Espèce
Salvia patens (parfois appelée sauge de gentiane ou sauge à tartiner) est une espèce de plantes à fleurs de la famille des Lamiaceae. C'est une plante herbacée vivace originaire d'une vaste région du centre du Mexique. Elle a été introduite dans l'horticulture en 1838 et popularisée cent ans plus tard par William Robinson.

## Description
Salvia patens est tubéreuse et se cultive facilement pour l'hivernage dans une serre. Les variétés les plus courantes atteignent 30 à 60 cm de haut et de large, et sont couvertes de feuilles de couleur vert gui en forme de hâte. Les inflorescences atteignent 15 à 30 cm ou plus de long, s'élevant bien au-dessus des feuilles. Les fleurs mesurent environ 2,6 cm et sont d'un bleu pur, espacées le long de l'inflorescence, avec un calice vert de 2,6 cm qui ajoute à l'attrait des fleurs.
L'épithète spécifique patens signifie « étalement ».

## Utilisation
Salvia patens est souvent traitée comme une annuelle par les jardiniers en raison de sa sensibilité aux fortes gelées, les plantes à massifs étant souvent éteintes au printemps. Des variétés ont été développées avec des couleurs allant du blanc au lilas en passant par diverses nuances de bleu. Les graines des Pays-Bas sont disponibles depuis les années 1990 pour les variétés riches en couleurs et à grandes fleurs.
L'espèce et son cultivar « Cambridge blue » ont remporté le prix du mérite du jardin de la Royal Horticultural Society,. William Robinson a fait l'éloge de l'espèce dans l'édition de 1933 de The English Flower Garden comme « sans aucun doute, la plus brillante dans la culture, étant surpassée et égalée par peu d'autres fleurs [de jardin] ». Un voyage de collecte au Mexique en 1991 dirigé par James Compton, a permis la découverte d'une variété d'1,8 m de haut à grandes fleurs d'un bleu profond, disponible sous le nom de « Guanajuato ».